# Knolvoet
Knolvoet (Plasmodiophora brassicae) is een van de belangrijkste ziekten bij kool.
De ziekte werd voor het eerst in Europa genoemd in de 13e eeuw. In de tweede helft van de 19e eeuw ging in Sint-Petersburg door knolvoetaantasting een groot deel van de kooloogst verloren. In 1875 ontdekte de Russische wetenschapper Mikhail Woronin de oorzaak van knolvoet en noemde het een "plasmodiophorous organism" en gaf het de wetenschappelijke naam Plasmodiophora brassicae.
Aan de wortels ontstaan onregelmatige zwellingen en het blad krijgt een loodachtige kleur. In een later stadium gaat de plant slap hangen. Knolvoet is chemisch niet te bestrijden. Ter voorkoming van besmetting moet een zeer ruime vruchtwisseling van 4 tot 7 jaar worden aangehouden en moeten ook de kruisbloemige onkruiden, zoals herderstasje, in andere gewassen goed bestreden worden. Ook kan op kleigrond knolvoet tegengegaan worden door de pH te verhogen, bijvoorbeeld door het toevoegen van kalk. De vroege teelten hebben minder last van knolvoet, omdat de bodemtemperatuur dan nog relatief laag is. Knolvoet kan bij temperaturen tussen 10 en 35°C groeien, maar ontwikkelt zich pas goed bij een bodemtemperatuur van boven 15°C. De optimale temperatuur voor knolvoet is tussen 20 en 25°C.
Verder houdt deze ziekte van een natte grond en een lage pH. Op grond met een pH van 7,2 of hoger komt geen knolvoet voor, omdat er dan geen secundaire zoösporen gevormd worden. Eenmaal besmette grond wordt nooit meer knolvoetvrij, omdat de rustsporen nooit hun kiemkracht verliezen. 

## Levenscyclus
Knolvoet vormt:
- Zoösporen met twee zweepdraden (flagellen).
- meerkernige protoplasten (plasmodia)
- Oösporen (rustsporen of cysten), die na een zeer lange tijd nog kunnen kiemen.

De knolvoet kan zich alleen op levend plantenweefsel vermeerderen en leeft intracellulair tussen de wortelcellen.
Knolvoet overwintert met de rustsporen. Onder voor knolvoet gunstige omstandigheden kiemen de rustsporen en vormen primaire zoösporen, die de wortelharen van de plant infecteren. In de wortelhaar wordt een primair plasmodium gevormd, dat meerdere kernen van zoösporen bevat. In het plasmodium ontwikkelen zich sporangia. De sporangia vormen 4 tot 8 secundaire zoösporen, die naar buiten zwemmen naar de buitenkant van de wortelharen. Buiten de plant vindt een bevruchting plaats tussen twee zoösporen (plasmogamie), waardoor een amoebe met twee celkernen ontstaat. Deze amoebe dringt dan weer een wortelhaar binnen. Een aantal van zulke amoeben vormt een secundair plasmodium met wederom meerdere kerncellen, waarin sporangia worden gevormd. In de sporangia worden via meiose rustsporen (oösporen) gevormd, die na het afsterven van de plant in de grond terechtkomen. Onder gunstige omstandigheden ontwikkelen zich daaruit weer nieuwe primaire zoösporen.

## Fysio's
Er zijn ten minste negen fysio's of pathotypen van knolvoet bekend. Nederland, Duitsland, Canada en de Verenigde Staten maken melding van fysio's. De fysio's kunnen met behulp van verschillende soorten kruisbloemigen van elkaar onderscheiden worden.